# Ineni (arquitecte)

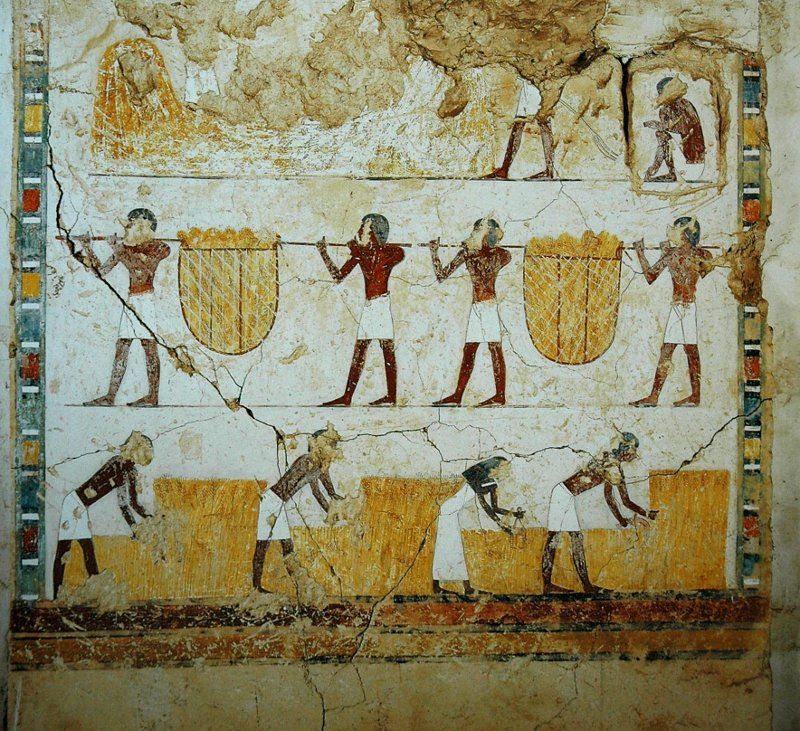
Tomba d'Ineni.

Ineni, també anomenat "Anena" (c. 1500 a.C. – c. 1478 a.C.), va ser un arquitecte egipci que va viure durant la dinastia xviii.

## Biografia
No hi ha referències certes a les dates de naixement i mort d'Ineni. A la biografia existent a la seva tomba, TT81, no hi ha referències a períodes anteriors a aquells en què va exercir les seves funcions. La primera referència es remunta al regnat d'Amenofis I, seguida de referències als regnats de Tuthmosis I i Tuthmosis II. Les inscripcions encara fan referència al període de corregència entre Tuthmosis III i Hatxepsut; a aquesta última, però, mai es fa referència al seu nom de coronació, Maatkhara. Això ha fet suposar que Ineni va morir abans que la reina assumís el tron, c. 1478.

## Família

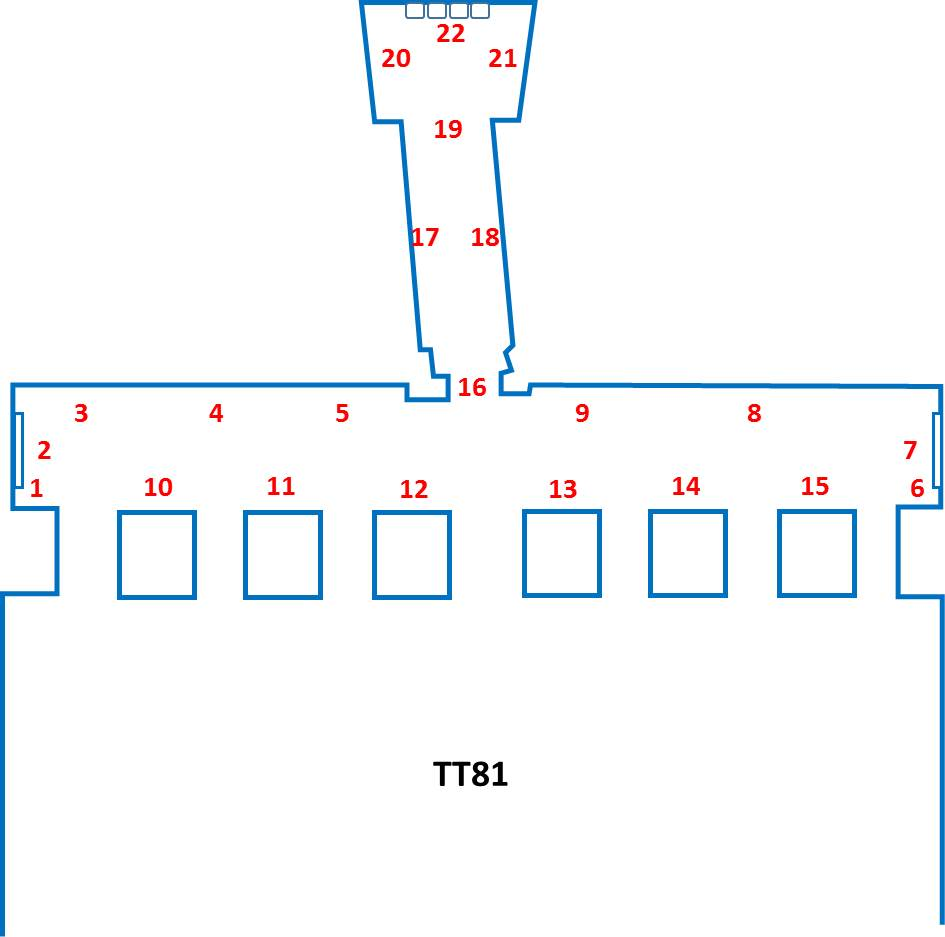
Planimetria schematica della tomba TT81

Una figura evidentment important és la seva dona Aahotep (o Iahotep), també anomenada Thuiu, que apareix vuit vegades a les pintures murals de TT81 i l'estàtua asseguda que es troba, juntament amb la del seu marit Ineni i els seus pares, a la capella de la tomba. Una particularitat ha cridat l'atenció d'estudiosos que, però, no han sabut aportar una hipòtesi concreta: Aahotep apareix, entre d'altres, en una escena de recepció, per part d'Ineni, d'afluents i dignataris asiàtics, i en aquest cas el seu marit està representat en mida més gran que la dona com era normal als cànons representatius egipcis; aquesta última, en canvi, està representada en dimensions més grans mentre, encara en companyia del seu marit, participa en una inspecció dels camps de blat d'Amon. No se sap si Aahotep va tenir fills a la parella, ja que a la tomba no hi apareix cap referència en aquest sentit: a l'escena del banquet fúnebre en honor a Ineni, una noia està representada al seu costat, però no s'especifica qui és. També és simptomàtic que els ritus funeraris en honor d'Ineni els realitzi principalment el seu germà, Paheri, en alguns casos acompanyat d'un altre germà, Ken.
Els pares d'Ineni eren el pare homònim, un jutge, i la mare Sit-Dhout (o Sat-Djehuti); els esmentats germans Paheri i Ken sacerdot de Mut, així com Intef, supervisor d'obres i Userhat, sacerdot. Dels textos presents a la tomba també s'han identificat altres germans i germanes del difunt i la seva dona; però, cal tenir en compte que podrien ser cunyats o altres noms de la mateixa persona. S'indiquen així: Imentu, Djehutymesb i Amenhotep, com a escribes; Payn, Turi, In, Tetianj, Tena, Naie, Baki, sense indicació de posició, i potser altres quatre noms entre els germans i una germana del titular, Tamethu; També s'indiquen altres germans i germanes de la seva dona Aahotep: Iahmes, Sesiseneb, Tenetisem, Nesuebu i Senires, amb almenys tres noms més.

## Títols Ineni

### Noblesa[11]
- Títol principal Noble [rp't h3ty-'] normalment utilitzat per indicar dignataris que també acompanya tasques específiques. En el cas d'Ineni, per exemple, juxtaposa «treballador de la tomba reial» i «supervisor de tots els treballadors d'Ipetsut (Karnak)»;
- Persona notable [h3ty-'][N 4] com l'anterior, utilitzat com a reforç: «supervisor en cap dels graners d'Amon», o «escrivà hàbil»;
- Notable de la ciutat [h3ty-' m niwt], amb una clara referència a la posició social a la ciutat;
- Sebu [s,b] a l'Antic Imperi el terme designava un «jutge";[12] a l'Imperi Mitjà va ser seguit pel títol de djati [z3b ṯ3ty]. Posteriorment, el títol va passar a designar un "dignatari de cort", sense càrrec específic.[N 5][13][14] Normalment s'utilitza com a adjectiu dedicador d'un fill al seu pare, però mai al revés;
- Noble digne de beneir [s'h] títol que ja es troba en els antics textos de les Piràmides amb el significat de dignitat i honor, indicant un honor abstracte no identificable en un títol real.

### Professionals[15]

#### Títol imy-r
La traducció literal del terme imy-r és «el que està a la boca (dels seus subordinats)» indicant la seva importància, el respecte de què gaudeixen els treballadors i el seu poder:
- Supervisor de graner [imy-r snwt];
- Supervisor de treballadors d'Ipetsut (Karnak) [imy-r k3(w)tm 'Ip-swt];
- Supervisor de tots els proveïdors oficials del domini d'Amon [imy-r htm nbt m pr 'Imn];
- Supervisor de tots els laboratoris del domini d'Amon [imy-r i3t nbt m pr 'Imn];
- Supervisor dels treballadors de la Tomba del Rei [imy-r k3(w)tm hrt nt nswt];
- Supervisor-cap de les obres de la seva tomba [imy-r hry hrt f].

#### Títol Hrp
En aquest cas, l'encàrrec i el poder consegüent deriven de l'assignació al titular d'un símbol precís o «personal de comandament» per indicar una funció executiva de comandament i direcció, inclosa la administrativa:
- Director de treballadors [hrp k3wt];
- Director de tots els artesans [iw.im hrp hmt];
- Director de totes les obres a la tomba del rei [hrp k3(w)t hrt nt nswt];
- Director de totes les obres a Ipetsut [hrp k3(w)t nbt m 'Ipt-swt].

#### Títol r-hry
Literalment «el que està a dalt», «el que té el poder sobre...», «mestre»:
- 1. Mestre de tots els treballadors [r-hry n k3(w)t nbt].

#### Títol sh
El títol sh és un títol escolar que es podria interpretar com a «graduat», «diplomat»; en aquest cas va acompanyat d'escrivà

## Obres acabades
Les tasques fetes per Ineni van des de la gestió política i administrativa dels graners d'Amon fins a la direcció i supervisió d'activitats constructives per a les quals la seva funció és totalment equiparable a la d'arquitecte, tot i que mai no es qualifica com a tal. Des d'un punt de vista purament artístic i arquitectònic, tenint en compte l'època en què opera, i en particular la que pertany als regnats d'Amenhotep I i Tutmosi I, tradicionalment se li remunta la invenció arquitectònica de la pilona templera. De la mateixa manera, si es considera realment KV38 de Tutmosi I com la primera tomba construïda a la Vall dels Reis, i tenint en compte els títols de "supervisor i director dels treballadors de la tomba del rei" que se li atribueix com s'ha vist més amunt, aquest important èxit en la història artística de l'Egipte funerari també es deu a ell. No obstant això, és interessant assenyalar que, malgrat totes les tasques operatives desenvolupades, l'Ineni sempre posa l'èmfasi especialment en ser supervisor dels graners, títol evidentment considerat el més important de tots.

### Primera inscripció
En l'anomenada primera inscripció del TT81 d'Ineni, a la part relativa al regnat d'Amenhotep I, es posa l'accent en la supervisió dels tallers d'objectes; la inscripció es refereix aleshores al regnat de Tuthmosis I subratllant com el sobirà el va nomenar personalment supervisor dels graners i camps de conreu d'Amon i, a més, el va recompensar assignant-li la tasca de supervisar les ofrenes del déu. Des del punt de vista arquitectònic i artístic, també se li va assignar l'encàrrec de construir una sala hipòstila "esplèndida, amb columnes papiriformes". Aquesta havia d'estar flanquejada per pilons de pedra blanca d'Anu davant dels quals s'havien d'aixecar pals estàndard de cedrus acabats amb puntes d'electre; l'encàrrec també preveia la creació d'un portal de bronze asiàtic, anomenat «L'esplendor d'Amon és poderós», amb la figura del déu cisellada en or. Encara hi havia disposicions per a l'erecció de dos obeliscs de granit així com la construcció d'un vaixell apte per al seu transport, de 120 colzes d'eslora i 40 d'ample. En el text Ineni informa que ho ha fet i que el transport, fins a Karnak, s'ha resolt de manera positiva. La llista d'obres realitzades durant el regnat de Tuthmosis I continua amb l'excavació d'un llac sagrat envoltat d'arbres fruiters i, finalment, les obres de disseny i construcció de la tomba del rei, que es realitzaran en el màxim secret. Ineni tendeix a subratllar amb orgull com va crear dos projectes sense cap ajuda de treballs anteriors i, de fet, està tan orgullós que creu que el seu treball serà útil per als que vindran després d'ell. Per l'excel·lència de la feina, Tutmosi I el va recompensar amb servents i, fins i tot després de la seva mort, amb gra que venia diàriament dels graners reials. El text continua amb el regnat de Tutmosi II que va triar a Ineni com a conseller, gratificant-lo encara més que no ho havien fet els seus predecessors i, arribat a una edat venerable, era recompensat diàriament amb els favors del rei que proveïa de reposar la seva taula de pans, cervesa, carn, verdures, fruita, mel, dolços, vi i oli de moringa. La primera inscripció conclou amb una breu referència al regnat de Tuthmosis III i Hatxepsut. Qualsevol referència al governant està sempre dedicada al tercer Tuthmosis que "Regnava en el tron de qui el va generar" reservant-se només a Hatxepsut la frase, ja indicada més amunt "La seva germana, l'esposa reial Hatshepsut, va actuar com a regent. Les Dues Terres estaven sota el seu domini”. També en aquest cas es subratllen els premis rebuts pel rei: plata, or i "coses boniques de la Casa Reial que no podia dir que volia una altra cosa".

### Segona inscripció
Una mica malmesa, no està subjecta a la divisió per regnats vista més amunt a la primera inscripció. Es fa referència a la bona voluntat d'un sobirà, però no és clar de qui és, fins i tot si la referència a «el treball i la supervisió de la seva tomba de roca» suggeriria Tutmosis II. El text continua subratllant els mèrits del mateix Ineni que mai no ha robat ni violat les normes, que sempre ha respectat els déus i que espera ser enterrat a la seva tomba; segueix una descripció poètica de l'ascens de l'ànima, que pot travessar el llac i refrescar-se sota els arbres.

### Tercera inscripció
És una breu inscripció autodedicada en què parla el mateix Ineni, definint-se com a noble, de cor pur, que menysprea la violència. Segueix la certesa de ser recordat, després de la seva mort, per les qualitats i obres que queden a la terra i l'esperança que la seva ànima serà glorificada entre els qui van aconseguir coses beneficioses. La inscripció conclou amb la "signatura" de supervisor dels graners d'Amon.

### Quarta inscripció
La quarta inscripció és també descriptiva amb una llista dels principals càrrecs i títols que ostenta Ineni que es defineix com a príncep. Tanmateix, no se sap si aquest títol és de tipus honorífic o si deriva d'una efectiva relació de parentiu amb la família reial: Ineni, de fet, comença indicant-se com a "justificat" i supervisor dels graners d'Amon, amb la possessió de saviesa i excel·lent criteri en el cor del rei. El text, encara amb el títol de supervisor dels graners, continua amb la manifestació del respecte degut al rei, professant la seva innocència de qualsevol culpa envers els homes o els déus. La llista de títols continua amb els d'administrador de tots els treballadors de Karnak i titular de tots els contractes de la casa d'Amon per concloure amb les qualificacions d'administrador i supervisor de les obres per a la construcció de la tomba de roca del rei.

### Cinquena inscripció
La cinquena, i última, inscripció, en canvi, subratlla les responsabilitats derivades de la gestió dels tributs i donacions. En referència al regnat de Tuthmosis I (indicat només pel primer nom Aajeperkara, o Aakheperkara) es subratlla la responsabilitat de supervisar els presoners nubians assignats com a ofrenes pel rei al temple d'Amon; és interessant constatar que, també en aquest cas, el títol imperant amb el qual signa Ineni és sempre el de supervisor dels graners d'Amon. Un altre càrrec que ocupa és el de gerent i supervisor de plata, or, lapislàtzuli, turquesa i totes les pedres precioses, així com el pesatge i distribució mensual de l'encens a repartir entre les diferents divinitats. A continuació es mostra una taula on es mostren les quantitats d'encens, en deben a assignar a les diverses divinitats. El text continua amb les responsabilitats de ser el vigilant dels estables del déu, dels bous, bous, vaques lleteres, així com els tributs de gra per lliurar als graners d'Amon.